# Simulium venezuelense
Simulium venezuelense är en tvåvingeart som beskrevs av Perez och Peterson 1981. Simulium venezuelense ingår i släktet Simulium och familjen knott. Inga underarter finns listade i Catalogue of Life.